# Gerry Hitchens
Gerald Archibald Hitchens (Staffordshire, 8 de outubro de 1934 - 13 de abril de 1983) foi um futebolista inglês, que atuava como atacante.

## Carreira
Gerry Hitchens fez parte do elenco da Seleção Inglesa que disputou a Copa do Mundo de 1962. 